# 622
622(육백이십이)는 621보다 크고 623보다 작은 자연수다.

## 수학
- 합성수로, 그 약수는 1, 2, 311, 622이다. 진약수의 합은 314이므로, 622는 부족수다.

## 교통

### 철도
- 서울 지하철 6호선 합정역의 역번호.

### 도로
- 622번 지방도: 충청남도 당진시 우강면에서 송악읍까지 이어지는 대한민국의 지방도.

- 도도부현도
  - 622번 미에현도(일본어판)
  - 622번 홋카이도도(일본어판)

## 문화재
- 대한민국의 보물 제622호: 천마총 자루솥

## 기타
- 날짜: 6월 22일
- 연도: 622년, 기원전 622년
- 2010년 칠레에서 발생한 2010년 산호세 광산 붕괴 사고에서 33인의 광부들은 지표로부터 622미터 아래에 위치해 있었다.